# Il canto del profeta
Il canto del profeta (Prophet Song) è un romanzo distopico di Paul Lynch del 2023, vincitore del Booker Prize e candidato al Premio Strega Europeo.

## Trama
In un futuro imminente, la Repubblica d'Irlanda è sprofondata nel totalitarismo di estrema destra. Le libertà civili sono negate, una polizia segreta viene istituita, le proteste vengono soppresse nel sangue, mentre i cittadini vengono rapiti e torturati dal governo. Larry Stack, un insegnante e leader del sindacato dei docenti, viene arrestato e detenuto senza spiegazioni dopo aver preso parte a una protesta. Alla moglie Eilish, una scienziata, spetta quindi il compito di provvedere ai quattro figli e garantirne la sicurezza mentre scoppia una guerra civile. Eilish decide quindi di lasciare Dublino e portare i figli al sicuro, sperando di fuggire in Canada dalla sorella Áine.

## Stile e influenze
Paul Lynch ha affermato che l'ispirazione del romanzo è stata la guerra civile siriana e la conseguente crisi migratoria a cui i diversi Paesi europei hanno risposto in maniera differente. Ha inoltre citato l'opera di Hermann Hesse come fonte d'ispirazione. Il romanzo è caratterizzato dalla scelta stilistica di non suddividere in paragrafi il testo, che si presenta quindi come un blocco unico senza interruzioni dall'inizio alla fine.

## Accoglienza
Il romanzo è stato accolto molto favorevolmente dalla critica. La scelta di presentare il testo senza interruzione in paragrafi è stata particolarmente apprezzata e, secondo le recensioni di Observer e Financial Times, la scelta stilistica ha contribuito a creare un senso di claustrofobia nel lettore, acuendo anche il senso d'urgenza del romanzo.
Esi Edugyan ha motivato la vittoria del Booker Prize descrivendo il romanzo come "un trionfo di narrativa emotiva, corroborante e coraggioso", notando anche come la rappresentazione di guerre e crisi migratorie catturano "le ansie sociali e politiche del momento corrente".

## Edizioni
Paul Lynch, Il canto del profeta, traduzione di Riccardo Duranti, 66thand2nd, 2024, ISBN 9788832973280.